# Buste van Karel van Lotharingen
De Buste van Karel van Lotharingen is een buste van Karel van Lotharingen, landvoogd van de Zuidelijke Nederlanden tussen 1741-1744 en 1749-1780. Deze sculptuur is van de hand van beeldhouwer Philips Alexander Nijs (1724-1805), zoon van Adriaan Nijs.

## Achtergrond
In die tijd was het voor de Habsburgers een traditie om zich via dergelijke bustes af te laten beelden. Ze kregen een plaats in  kunstkamers en waren bedoeld om aan het hof indruk te maken op buitenlandse staatshoofden of ambassadeurs die op bezoek kwamen.
Voor Nijs was Karel van Lotharingen belangrijk in zijn carrière gezien de landvoogd hem bij een bezoek aan Temse in 1759 tot hofbeeldhouwer benoemde. De buste is een zeldzaam bewaard gebleven voorbeeld van zijn profane werken.

## Geschiedenis
De Buste van Karel van Lotharingen werd in 2014 verworven door het Erfgoedfonds van de Koning Boudewijnstichting en bevindt zich in het Museum Fritz Mayer van den Bergh.